# Canal de potassi controlat per voltatge

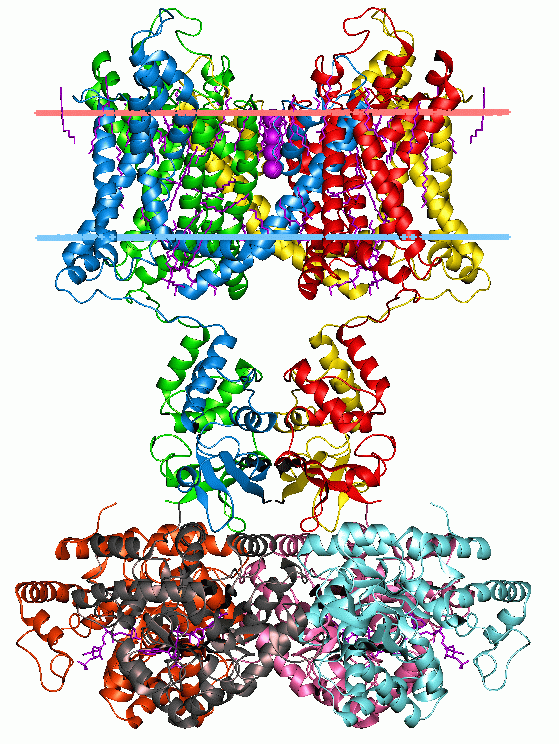
Imatge de proteïnes de la base de dades OPM

Els canals de potassi dependents de voltatge (amb acrònim anglès VGKC) són canals transmembrana específics per al potassi i sensibles als canvis de voltatge en el potencial de membrana de la cèl·lula. Durant els potencials d'acció, juguen un paper crucial a l'hora de tornar la cèl·lula despolaritzada a un estat de repòs.

## Classificació

### Subunitats alfa

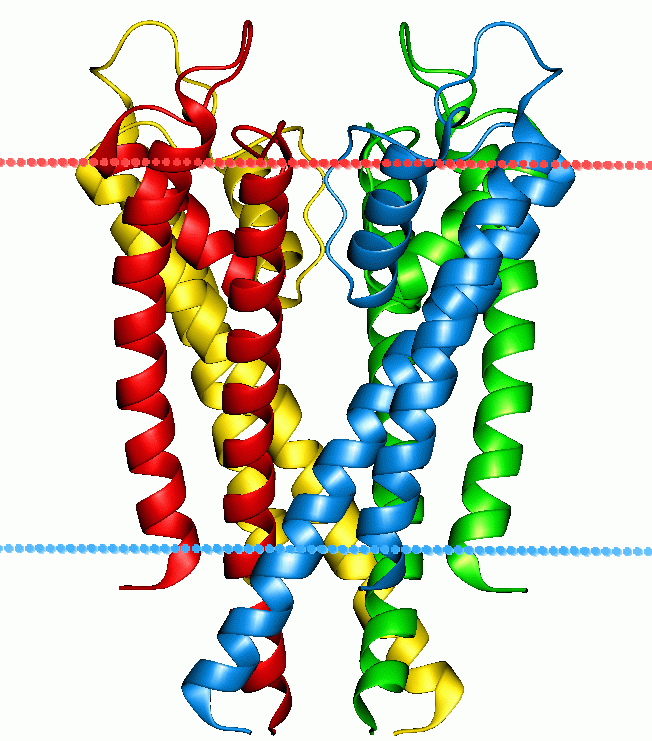
Canal de potassi KcsA. Els límits d'hidrocarburs calculats de la bicapa lipídica s'indiquen amb punts vermells i blaus.

Les subunitats alfa formen el porus de conductància real. A partir de l'homologia de seqüències dels nuclis transmembrana hidrofòbics, les subunitats alfa dels canals de potassi dependents de voltatge s'agrupen en 12 classes. Aquests s'etiqueten Kv α1-12. La següent és una llista de les 40 subunitats alfa del canal de potassi dependents de voltatge humans conegudes agrupades primer segons la funció i després subagrupades segons l'esquema de classificació d'homologia de la seqüència Kv:
Rectificador retardat: lentament inactivant o no inactivant
- Kv α1.x - Relacionat amb l'agitador : Kv 1.1 (KCNA1), Kv 1.2 (KCNA2), Kv 1.3 (KCNA3), Kv 1.5 (KCNA5), Kv 1.6 (KCNA6), Kv 1.7 (KCNA7). ), Kv 1.8 (KCNA10)
- Kv α2.x - Relacionat amb Shab: Kv 2.1 (KCNB1), Kv 2.2 (KCNB2)
- Kv α3.x - Relacionat amb Shaw: Kv 3.1 (KCNC1), Kv 3.2 (KCNC2)
- Kv α7.x: Kv 7.1 (KCNQ1) - KvLQT1, Kv 7.2 (KCNQ2), Kv 7.3 (KCNQ3), K v 7.4 (KCNQ4), Kv 7.5 (KCNQ5)
- Kv α10.x: Kv 10.1 (KCNH1)

Canal de potassi tipus A: inactivant ràpidament
- Kv α1.x - Relacionat amb l'agitador: Kv 1,4 (KCNA4)
- Kv α4.x - Relacionat amb Shal: Kv 4.1 (KCND1), Kv 4.2 (KCND2), Kv 4.3 (KCND3)

### Subunitats beta
Les subunitats beta són proteïnes auxiliars que s'associen amb subunitats alfa, de vegades en una estequiometria α4β4. Aquestes subunitats no condueixen el corrent per si soles, sinó que modulen l'activitat dels canals Kv.
- K v β1 (KCNAB1)
- K v β2 (KCNAB2)
- K v β3 (KCNAB3)
- minK (KCNE1)
- MiRP1 (KCNE2)
- MiRP2 (KCNE3)
- MiRP3 (KCNE4)
- Semblant a KCNE1 (KCNE1L)
- KCNIP1 (KCNIP1)
- KCNIP2 (KCNIP2)
- KCNIP3 (KCNIP3)
- KCNIP4 (KCNIP4)